# St. Georg (Sassenreuth)

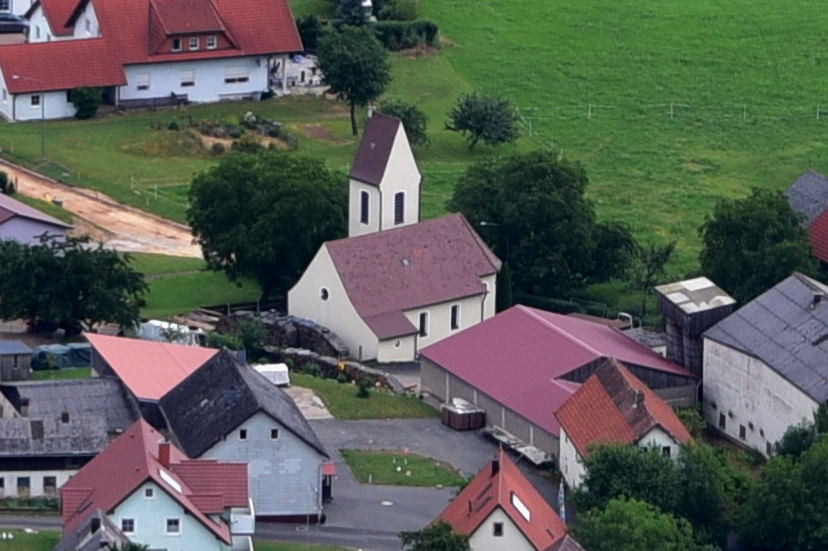
Luftbild von 2016

Die römisch-katholische Filialkirche St. Georg im Ortsteil Sassenreuth des oberpfälzischen Marktes Kirchenthumbach gehört zur „Pfarrgemeinde Mariä Himmelfahrt“ von Kirchenthumbach.

## Geschichte
Eine geschichtliche Besonderheit dieser Kirche besteht darin, dass sie während der NS-Zeit und während des Zweiten Weltkrieges errichtet wurde. Die Kirche geht auf die Bemühungen von Pfarrer Leonhard Zechmeier zurück. Dieser hatte am 4. März 1938 an den Regensburger Bischof Michael Buchberger dem Plan zur Errichtung einer Kapelle in Sassenreuth unterbreitet und um einen Bauzuschuss angesucht, der auch gewährt wurde. Am 2. Mai 1938 wurde von dem Bürgermeister Josef Fichtl die ortspolizeiliche Genehmigung erteilt, nachdem alle Nachbarn sich mit dem Kirchenbau einverstanden erklärt hatten; ebenso stimmte das Bayerische Staatsministerium für Unterricht und Kultus am 7. Oktober 1938 dem Bauvorhaben zu, ebenso das Bezirksamt Eschenbach am 14. März 1939. Unter der Bauleitung des Maurermeisters Paulus Fraunholz wurde mit dem Bau begonnen. Wegen des bevorstehenden Ausbruchs des Zweiten Weltkrieges erinnerte man sich an die bereits am 18. Oktober 1936 erlassene Verordnung zur Durchführung des Vierjahresplans, welche Hermann Göring eine Generalvollmacht für alle wirtschaftlichen Maßnahmen übertragen worden war und durch die alle Maßnahmen, welche die Kriegsfähigkeit der deutschen Wirtschaft hätten Beeinträchtigungen können, untersagt wurden. So erging durch den Eschenbacher Landrat am 24. Juni 1939 die Verfügung, dass aus „baustoffrechtlichen Gründen“ der Kirchenbau einzustellen sei. Auch ein an den Regensburger Regierungspräsidenten Hermann Edler von Gäßler gerichteter Einspruch war nicht erfolgreich, allerdings wurde in dem Antwortschreiben darauf hingewiesen, dass das Stehenlassen des Bauwerkes in halbfertigen Zustand gegen die Anordnung des Staatsministers des Inneren über Sauberkeit und Schönheit in Stadt und Land vom 11. November 1935 verstößt und zumindest Vorkehrungen getroffen werden müssen, um Witterungsschäden abzuhalten. Nach einem längeren Briefwechsel, bei dem auch der Reichsarbeitsminister Franz Seldte angesprochen und dargelegt wurde, dass das verwendete Bauholz nicht aus „kontingentierten Holzbeständen“ stamme, Eisen und Zement nicht benötigt werden, das Baumaterial (Ziegel und Bruchsteine) bereits vorhanden sei und nur „ortgebundene, nicht verpflichtungsfähige Arbeitskräfte“ beschäftigt werden (der bereits erwähnte Paulus Fraunholz war schon 69 Jahre alt), ordnete der „Gebietsbeauftragte des Generalbevollmächtigten für die Regelung der Bauwirtschaft“ in Nürnberg am 10. Oktober 1940 an, dass der „Kapellenbau in Sassenreuth“ fortgesetzt werden könne.
Am 28. Oktober 1942 wurde die oberhirtliche Erlaubnis erteilt, in der Kapelle die Messe zu feiern und hier auch den Religionsunterricht abzuhalten (die Abhaltung des Religionsunterrichts in der Schule war im Nationalsozialismus verboten worden, und dies war neben dem einstündigen Weg zur Pfarrkirche ein Hauptargument für den Kirchenbau). Da der Initiator der Kirche, Pfarrer Leonhard Zechmeier, am 4. Oktober 1942 verstorben war, nahm sein Nachfolger Pfarrer Josef Bollmann am 19. September 1943 die Einweihung der Kirche vor.
Am 28. Mai 1952 wurde auch der Plan für einen danebenstehenden Kirchturm vom Landratsamt Eschenbach genehmigt, der unter der Leitung des Maurermeisters Baptist Zimmermann aus Kirchenthumbach errichtet wurde, der zuvor vorhandene Dachreiter wurde abgetragen. 1955 wurden noch eine Außentreppe und ein Kriegerdenkmal errichtet. Am Patroziniumstag, dem 23. April 2017, wurde ein Fest zum 75-jährigen Bestehen der Kirche mit dem Bischof Rudolf Voderholzer und einem Georgiritt gefeiert. Zuvor wurde auch eine Festschrift über die Kirche in Sassenreuth von Benedikt Roeder, OPraem, vorgestellt.

## Baulichkeit
Die Saalkirche ist 12,5 m lang und 8 m breit, bis zur Dachunterkante ist sie 3,8 m hoch. In dem 18 m hohen Kirchturm befindet sich im Erdgeschoss die Sakristei. Der Chor besitzt einen Dreiachtelschluss.

## Innenausstattung
Für die Kirche konnte ein barocker Altar von 1680 aus der Kirche von Klardorf beschafft werden, auf dem Altarblatt ist der hl. Georg dargestellt. Vor dem Chorbogen stehen die Assistenzfiguren Jesus und Maria. An der Rückwand unter der Empore befindet sich eine Statue des Bruder Konrad mit einem Kind von dem Pielenhofener Bildhauer Joseph Riepl. Am 23. Februar 1947 wurde der Kreuzweg eingeweiht.
Der Innenraum ist tonnenartig gewölbt und mit Holz ausgekleidet. Er ist mit Solnhofer Natursteinplatten ausgelegt. Über dem Chorbogen ist eine Darstellung von Jesus Christus als Pantokrator, der von Engeln umgeben ist, zu sehen.

## Glocken
Die erste im Dachreiter sich befindliche Glocke wurde von der Pfarrei Haag erworben. Nach dem Neubau des Kirchturmes konnten 1963 zwei Bronzeglocken der Glockengießerei Friedrich Wilhelm Schilling aus Heidelberg erworben werden. Die dritte Glocke, die sog. Laurentius-Glocke, stammt aus der Kirchenthumbacher Pfarrkirche, dafür wurde die Glocke von Haag an das Leichenhaus in Kirchenthumbach abgegeben. Die Glockenweihe wurde am 27. Januar 1963 von Pfarrer Josef Bollmann vorgenommen. Zugleich wurde ein elektrisches Geläut installiert.
Die Kirche verfügt nun über drei Glocken: Wendelin-Glocke, 434 kg, Aufschrift HL. WENDELIN SEI PATRON FÜR STALL UND FLUR, Ton b′; Maria-Goretti-Glocke, 245 kg, Aufschrift HL. MARIA GORETTI SCHÜTZE UNSERE JUGEND, Ton des′′; Laurentius-Glocke (1871), 114 kg, Aufschrift IN HONOREM SANCTI LAURENTII FECIT STEPHAN HEGENDORFER ANNO DOMINI MDCCCLXXI. NO 59, Ton es′.